# Delahaye Type 17
Der Delahaye Type 17 ist ein frühes Fahrzeugmodell. Hersteller war Automobiles Delahaye in Frankreich.

## Beschreibung
Das Modell wurde 1903 auf dem Pariser Autosalon präsentiert. Die Fahrzeuge wurden zwischen 1903 und 1904 hergestellt. Vorgänger waren Delahaye Type 8 und Delahaye Type 9.
Das Fahrzeug entspricht in vielen Punkten dem Delahaye Type 13. Die Bohrung des Vierzylindermotors beträgt nur 88 mm. Zusammen mit 140 mm Hub ergibt das 3406 cm³ Hubraum. Der Ottomotor war in Frankreich mit 16–20 CV eingestuft. Er leistet 20 PS. Er ist vorn im Fahrgestell eingebaut und treibt die Hinterachse an.
Der Radstand beträgt je nach Ausführung zwischen 243 cm und 340 cm, sofern er unverändert vom Type 13 übernommen wurde. Bekannt ist die Karosseriebauform Kleinbus. Daneben gab es Nutzfahrzeugvarianten als Lastkraftwagen und als Omnibus mit 14 Sitzplätzen.
Es ist nicht bekannt, wie viele Fahrzeuge entstanden.